# Byrsopolis crassa
Byrsopolis crassa är en skalbaggsart som beskrevs av Blanchard 1851. Byrsopolis crassa ingår i släktet Byrsopolis och familjen Rutelidae. Inga underarter finns listade.